# いくつかの場面
『いくつかの場面』（いくつかのばめん）は、沢田研二の7作目となるオリジナル・アルバム。
1975年12月21日にポリドール （現ユニバーサルミュージック）からLP盤でリリースされた。
その後CD化され、1987年にポリドールから『沢田研二 2オリジナル・アルバムス』の1枚目（2枚目は『思いきり気障な人生』）として、1991年と1996年に東芝EMIから、また2005年にはユニバーサルミュージックから再リリースされている。

## 解説
沢田が主演したテレビドラマ『悪魔のようなあいつ』（TBS）の主題歌として大ヒットした「時の過ぎゆくままに」を冒頭に据え、話題になったアルバムである。本作では初めて、多数のミュージシャンがソングライティングに参加している。
また、演奏も井上堯之バンド以外にも細野晴臣（ベース）、鈴木茂（ギター）、林立夫（ドラムス）、大滝詠一（コーラス）、山下達郎（コーラス）、ゴダイゴのミッキー吉野（キーボード）、浅野孝已（ギター）、スティーブ・フォックス（ベース）など、1970年代の日本のミュージックシーンを彩ったミュージシャンが多く参加している（間接的にではあるがはっぴいえんどのメンバーが全員参加）。

## 収録曲
1. 時の過ぎゆくままに
作詞：阿久悠／作曲・編曲：大野克夫
2. 外は吹雪
作詞：及川恒平／作曲・編曲：大野克夫
3. 燃えつきた二人
作詞：松本隆／作曲：加瀬邦彦／編曲：東海林修
「時の過ぎゆくままに」のコンペのために書かれた曲を詞を変えて流用。
4. 人待ち顔
作詞：及川恒平／作曲・編曲：大野克夫
5. 遙かなるラグタイム
作詞：西岡恭蔵／作曲・編曲：東海林修
6. U.F.O.
作詞：及川恒平／作曲・編曲：ミッキー吉野
7. めぐり逢う日のために
作詞：藤公之介／作曲：沢田研二／編曲：東海林修
8. 黄昏のなかで
作詞・作曲：加藤登紀子／編曲：東海林修
9. あの娘に御用心
作詞・作曲・編曲：大滝詠一
作者の大瀧によると誤ってミックスダウンの時にリハーサルテイクのテープを使用してしまったと言う。また、OKテイクのテープを使っていたらシングル化も考えられていたようだが、リハーサルテイクのテープは沢田のボーカルが不明瞭という理由でシングル化を諦めたようである[1]。後年、大瀧宅で整理中に発見されたOKテイクは当時と同じ機材でリミックスされて『EIICHI OHTAKI Song Book II -大瀧詠一作品集 Vol.2 (1971-1988)』に収録されている。後に作者の大瀧によってセルフカバーされた。
10. 流転
作詞・作曲：加藤登紀子／編曲：大野克夫
11. いくつかの場面
作詞・作曲：河島英五／編曲：大野克夫

## 参加ミュージシャン

### 時の過ぎゆくままに
| Words by 阿久悠                    |
| Music and Arrangements by 大野克夫 |
|                                    |
| Drums : 田中清司                   |
| Bass : 岸部修三                    |
| Guitar : 井上堯之、速水清司        |
| Keyboards : 大野克夫               |

### 外は吹雪
| Words by 及川恒平                  |
| Music and Arrangements by 大野克夫 |
|                                    |
| Drums : 鈴木二郎                   |
| Bass : 佐々木隆典                  |
| Guitar : 井上堯之、速水清司        |
| Keyboards : 大野克夫               |

### 燃えつきた二人
| Words by 松本隆               |
| Music by 加瀬邦彦             |
| Arrangements by 東海林修      |
|                               |
| Drums : 田中清司              |
| Bass : 武部秀明               |
| Guitar : 矢島賢、水谷公生     |
| Piano : 栗林稔                |
| Moog Synthesizer : 東海林修   |
| Latin Percussion : ラリー寿永 |

### 人待ち顔
| Words by 及川恒平                  |
| Music and Arrangements by 大野克夫 |
|                                    |
| Drums : 鈴木二郎                   |
| Bass : 佐々木隆典                  |
| Guitar : 井上堯之、速水清司        |
| Keyboards : 大野克夫               |
| Chorus : 速水清司、大野克夫        |

### 遥かなるラグタイム
| Words by 西岡恭蔵                       |
| Music and Arrangements by 東海林修      |
|                                         |
| Drums : 林立夫                          |
| Bass : 細野晴臣                         |
| Guitar : 鈴木茂                         |
| Keyboards : 東海林修                    |
| Chorus : ウィルビーズ、タイム・ファイヴ |

### U．F．O．
| Words by 及川恒平                      |
| Music and Arrangements by ミッキー吉野 |
|                                        |
| Drums : 原田祐臣                       |
| Bass : スティーブ・フォックス          |
| Guitar : 浅野孝己                      |
| Keyboards : ミッキー吉野               |

### めぐり逢う日のために
| Words by 藤公之介             |
| Music by 沢田研二             |
| Arrangements by 東海林修      |
|                               |
| Drums : 田中清司              |
| Bass : 岡沢章                 |
| Guitar : 松木恒秀、矢島賢     |
| Piano : 栗林稔                |
| Moog Synthesizer : 東海林修   |
| Latin Percussion : 斉藤不二男 |

### 黄昏のなかで
| Words and Music by 加藤登紀子 |
| Arrangements by 東海林修      |
|                               |
| Drums : 田中清司              |
| Bass : 岡沢章                 |
| Guitar : 松木恒秀、矢島賢     |
| Piano : 栗林稔                |
| Moog Synthesizer : 東海林修   |
| Latin Percussion : 斉藤不二男 |

### あの娘に御用心
| Words and Music and Arrangements by 大滝詠一 |
|                                              |
| Drums : 林立夫                               |
| Bass : 細野晴臣                              |
| Guitar : 鈴木茂                              |
| Keyboards : 松任谷正隆                       |
| Tenor Sax : 稲垣次郎                         |
| Chorus : 大滝詠一,山下達郎                   |

### 流転
| Words and Music by 加藤登紀子 |
| Arrangements by 大野克夫      |
|                               |
| Drums : 鈴木二郎              |
| Bass : 佐々木隆典             |
| Guitar : 井上堯之、速水清司   |
| Keyboards : 大野克夫          |

### いくつかの場面
| Words and Music by 河島英五 |
| Arrangements by 大野克夫    |
|                             |
| Drums : 鈴木二郎            |
| Bass : 佐々木隆典           |
| Guitar : 井上堯之、速水清司 |
| Piano : 大野克夫            |
| Organ : 栗林稔              |